# الیگوسکا
الیگوسکا (به لاتین: Aligovska) یک سکونتگاه مسکونی در بلغارستان است که در استان اسمولیان واقع شده‌است.

## خصوصیات
الیگوسکا ۴۴٬۴۴۴ نفر جمعیت دارد.